# Rosalind Rowe
Rosalind Rowe, född 14 april 1933 i Marylebone i London, död 15 juni 2015, var en engelsk bordtennisspelare och världsmästare i dubbel. 
Rosalind spelade sitt första VM 1951 och 1955, fem år senare, sitt femte och sista. Under sin karriär tog hon 14 medaljer i bordtennis-VM, två guld, fyra silver och åtta brons.
Tillsammans med sin tvillingsyster Diane Rowe spelade hon fem raka dubbelfinaler i VM mellan 1951 och 1955, och vann två av dem.

## Meriter
- Bordtennis VM
  - 1951 i Wien
    - kvartsfinal singel
    - 1:a plats dubbel (med Diane Rowe)
    - 3:e plats med det engelska laget

  - 1952 i Bombay
    - 3:e plats singel
    - 2:a plats dubbel (med Diane Rowe)
    - 3:e plats mixed dubbel (med Viktor Barna)
    - 3:e plats med det engelska laget

  - 1953 i Bukarest
    - 3:e plats singel
    - 2:a plats dubbel (med Diane Rowe)
    - kvartsfinal mixed dubbel (med Viktor Barna)
    - 2:a plats med det engelska laget

  - 1954 i London
    - kvartsfinal singel
    - 1:a plats dubbel (med Diane Rowe)
    - 3:e plats mixed dubbel (med Viktor Barna)
    - 3:e plats med det engelska laget

  - 1955 i Utrecht
    - kvartsfinal singel
    - 2:a plats dubbel (med Diane Rowe)
    - 3:e plats med det engelska laget

- Öppna engelska mästerskapen 
  - 1950–1955: 1:a plats dubbel (med Diane Rowe)

- Swedish Open Championships
  - 1954 - 2:a plats singel[6]